# Lijst van voormalige windmolens in Utrecht
Dit is een lijst van voormalige windmolens in de Nederlandse provincie Utrecht.
| Naam                       | Plaats             | Gemeente           | Provincie | Type molen           | Functie                      | Zichtbare restanten                                   | Huidig gebruik           | Foto |
| -------------------------- | ------------------ | ------------------ | --------- | -------------------- | ---------------------------- | ----------------------------------------------------- | ------------------------ | ---- |
| Bijlhouwerstoren           | Utrecht            | Utrecht            | Utrecht   |                      |                              |                                                       | afgebroken in 1872       |      |
| De Gans                    | Utrecht            | Utrecht            | Utrecht   |                      |                              |                                                       | afgebroken in maart 1920 |      |
| De Hoop                    | Maarssen           | Stichtse Vecht     | Utrecht   | stellingmolen        | korenmolen                   | verdwenen                                             | afgebroken in 1968       |      |
| De Kat                     | Utrecht            | Utrecht            | Utrecht   |                      |                              |                                                       | afgebroken in 1909       |      |
| Kranenburg                 | Utrecht            | Utrecht            | Utrecht   | stellingmolen        | houtzaagmolen                | verdwenen, locatie wordt aangegeven door grote stenen |                          |      |
| De Meiboom                 | Utrecht            | Utrecht            | Utrecht   | stellingmolen        |                              | Delen zijn hergebruikt in Rijn en Zon                 | afgebroken rond 1912     |      |
| Molen van de Polder Winkel | Abcoude            | De Ronde Venen     | Utrecht   | wipmolen             | poldermolen                  | onderbouw                                             |                          |      |
| Molen van Ruijsdael        | Wijk bij Duurstede | Wijk bij Duurstede | Utrecht   | stellingmolen        | korenmolen                   | restant                                               |                          |      |
| Molen van Van Zijl         | Bunnik             | Bunnik             | Utrecht   | stellingmolen        | poldermolen                  | verdwenen                                             | afgebroken in 2020       |      |
| De Plasmolen               | Vinkeveen          | De Ronde Venen     | Utrecht   | grondzeiler          | poldermolen                  | romp                                                  | woonhuis                 |      |
| Rijn en Son                | Utrecht            | Utrecht            | Utrecht   |                      |                              |                                                       | afgebroken rond 1912     |      |
| Watertoren (Soestdijk)     | Soestdijk          | Baarn              | Utrecht   | torenmolen, rosmolen | waterpomp, tevens watertoren | watertoren                                            | souvenirwinkel           |      |